# 布鲁·爱德华兹
西奥多·爱德华兹（英語：Theodore Edwards，1965年10月31日—），美国NBA联盟前职业篮球运动员。他在1989年的NBA选秀中第1轮第21顺位被犹他爵士选中。